# Container Linux

CoreOS叢集架構的一個高層次概覽

Container Linux（曾叫作CoreOS）是一个基于Linux内核的轻量级操作系统，为了计算机集群的基础设施建设而生，专注于自动化、轻松部署、安全、可靠及可擴縮性。作为一个操作系统，CoreOS 提供了在应用容器内部署应用所需要的基础功能环境以及一系列用于服务发现和配置共享的内建工具。
2020年5月26日，CoreOS Container Linux达到其寿命的终结，不再接收更新。Fedora CoreOS是其正式继任者。